# Светицько Храще
45°34′ пн. ш. 15°26′ сх. д. / 45.57° пн. ш. 15.44° сх. д.
Светицько Храще (хорв. Svetičko Hrašće) — населений пункт у Хорватії, в Карловацькій жупанії у складі міста Озаль.

## Населення
Населення за даними перепису 2011 року становило 127 осіб.
Динаміка чисельності населення поселення: